# Imira-mesha
Imira-mesha (Emyremeshaw) fou un faraó de la dinastia XIII d'Egipte.
El seu nom de tron (nesut biti) fou Semenkare i Imira-mesha era el seu nom personal o Sa Ra.
Va succeir a Khendjer. La duració del seu regnat està damnada al Papir de Torí però probablement fou d'un any i dies.
Alguns estudiosos consideren a Aya la seva esposa.